# Crain
Crain ist eine französische Gemeinde mit 411 Einwohnern (Stand 1. Januar 2022) im Département Département Yonne in der Region Bourgogne-Franche-Comté (vor 2016 Bourgogne). Sie gehört zum Kanton Joux-la-Ville im Arrondissement Auxerre.

## Geographie
Crain liegt etwa 31 Kilometer südlich von Auxerre. Die Yonne begrenzt die Gemeinde im Süden. Umgeben wird Crain von den Nachbargemeinden sind Mailly-le-Château im Norden und Nordosten, Merry-sur-Yonne im Nordosten, Châtel-Censoir im Osten, Lichères-sur-Yonne im Südosten, Lucy-sur-Yonne im Süden, Coulanges-sur-Yonne im Westen und Nordwesten sowie Festigny im Nordwesten.

## Bevölkerungsentwicklung
| Jahr                       | 1962 | 1968 | 1975 | 1982 | 1990 | 1999 | 2006 | 2018 |
| Einwohner                  | 403  | 343  | 347  | 352  | 373  | 363  | 358  | 405  |
| Quellen: Cassini und INSEE |      |      |      |      |      |      |      |      |

## Sehenswürdigkeiten
- Kirche Saint-Étienne

## Persönlichkeiten
- Max Blondat (1872–1925), Bildhauer